# Charles Villiers Stanford
Charles Villiers Stanford (30. září 1852, Dublin – 29. březen 1924, Londýn) byl irský hudební skladatel a dirigent, představitel vážné hudby. Roku 1882, ve svých 29 letech, patřil k zakládajícím pedagogům Royal College of Music, kde učil skladbu až do konce života. Od roku 1884 byl dirigentem Londýnské filharmonické společnosti. Roku 1887 byl jmenován profesorem hudby na Univerzitě v Cambridgi. K jeho žákům patřili Gustav Holst či Ralph Vaughan Williams. Napsal sedm symfonií, devět oper (např. Společník na cestách), ale největšího uznání došla jeho duchovní chrámová hudba. Odmítal modernismus a zůstal věrný klasickým postupům.